# Difluortoluole
Difluortoluole (Difluormethylbenzole) bilden eine Stoffgruppe, die sich sowohl vom Toluol als auch vom Fluorbenzol ableitet. Die Struktur besteht aus einem Benzolring mit angefügter Methylgruppe (–CH3) und zwei Fluoratomen (–F) als Substituenten. Durch deren unterschiedliche Anordnung ergeben sich sechs Konstitutionsisomere mit der Summenformel C7H6F2. Difluortoluole gehören somit zu den mehrfach fluorierten Toluolen.

## Eigenschaften
Die Difluortoluole sind in Wasser nur sehr schwer löslich, sind jedoch in anderen organischen Lösungsmitteln, wie z. B. Benzol, Ethanol, Ether und Ethylacetat löslich. Sie sind bei Raumtemperatur flüssig, besitzen einen Siedepunkt, der über dem von Wasser liegt und auch eine höhere Dichte als Wasser.
| Gefahrensymbol | Gefahrensymbol | Gefahrensymbol |

| Gefahrensymbol |

| Gefahrensymbol |

| Gefahrensymbol |

| Gefahrensymbol |

| Gefahrensymbol |

## Gewinnung und Darstellung
Difluortoluole lassen sich durch Fluorierung von Fluortoluolen gewinnen. So ist die Gewinnung von 2,6-Difluortoluol aus Diazoniumborfluorid über 2-Fluor-6-aminotoluol möglich.